# Thomas Lefebvre (volley-ball)
Pour les articles homonymes, voir Lefebvre.
Thomas Lefebvre est un joueur français de volley-ball né le 19 juin 1992. Il mesure 1,92 et joue central.

## Clubs
| Club      | Pays   | De        | À         |
| --------- | ------ | --------- | --------- |
| AS Cannes | France | 2010-2011 | 2010-2011 |